# Marie-Christine Rousset

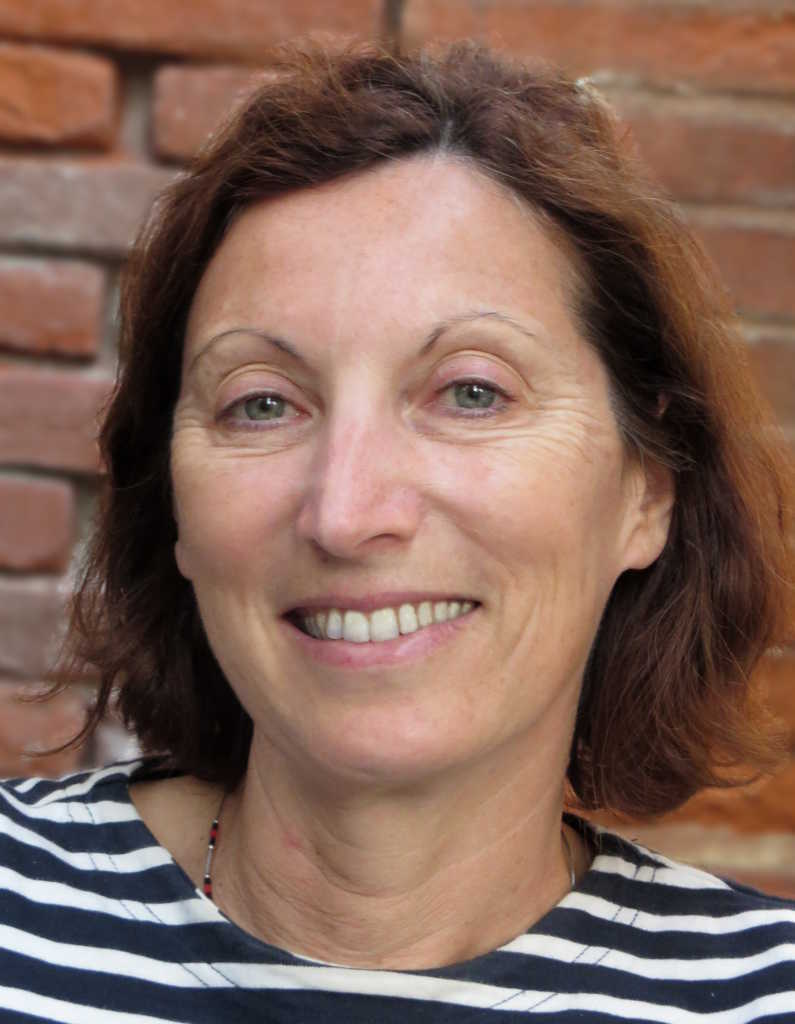
Marie-Christine Rousset, 2020

Marie-Christine Rousset (* am 16. April 1958 in Rabat, Marokko als Marie-Christine Lagarde) ist eine französische Informatikerin. Sie ist Professorin für Informatik an der Universität Joseph Fourier in Grenoble und seit 2011 Senior-Mitglied des Institut universitaire de France (IUF). Sie arbeitet am Laboratoire d'informatique de Grenoble (LIG) in den Bereichen Wissensrepräsentation, Mustersuche und semantisches Web.
Marie-Christine Rousset ist seit 2005 Ehrenmitglied der Association française pour l'intelligence artificielle (AFIA).

## Leben
Marie-Christine Rousset studierte an der École Normale Supérieure in Fontenay-aux-Roses, wo sie 1977 einen Diplom in Mathematik und 1980 eine Agrégation erhielt. Anschließend wechselte sie in die Informatik, wo sie 1983 an der Universität Paris-Süd ein Diplôme d’études approfondies (DEA) absolvierte. Dort verteidigte sie 1988 ihre Doktorarbeit.
Marie-Christine Rousset wurde von 1997 bis 2002 zum Junior-Mitglied des Institut Universitaire de France und am 1. Oktober 2011 zum Senior-Mitglied ernannt, was 2016 erneuert wurde. Außerdem wurde sie 2005 zum Mitglied der European Association for Artificial Intelligence (EurAI) und zum Ehrenmitglied der Association française pour l’intelligence artificielle (AFIA) ernannt. Im Januar 2011 wurde sie zum Mitglied der Sektion 7 des Centre national de la recherche scientifique ernannt.

## Veröffentlichungen
- Marc Ayel und Marie-Christine Rousset, La cohérence dans les bases de connaissances, 1990
- Yolaine Bourda, Nicolas Graner und Marie-Christine Rousset, Introduction à l’informatique théorique, Eyrolles, 1994, ISBN 978-2-212-01642-0
- Alon Y. Levy und Marie-Christine Rousset, Verification of Knowledge Bases Based on Containment Checking, Artificial Intelligence, VOl. 101, Mai 1998, S. 227–250
- Rémi Tournaire, Jean-Marc Petit, Marie-Christine Rousset und Alexandre Termier, Discovery of probalistic mappings between taxonomies: principles an dexperiments, Journal on data semantics, VOl. 15, 2011, S. 66–101, ISBN 978-3-642-22629-8
- Marie-Christine Rousset, Serge Abiteboul, Ioana Manolescu, Philippe Rigaux und Pierre Senellart, Web Data management, Cambridge University Press, 2012

## Auszeichnungen
- 1996: Best Paper Award, AAAI, für ihren Artikel Verification of Knowledge Bases Based on Containment Checking, gemeinsam verfasst mit Alon Y. Levy[12]
- 2011: Ritter des Ordre national du Mérite[13]